# Paul Roitman
Pour les articles homonymes, voir Roitman.
Paul (Pin’has) Rojtman dit Paul Roitman (29 janvier 1920, Tarlów, Galicie, Pologne-21 août 2007, Jérusalem, Israël) est un rabbin français, né en Pologne, membre de la Résistance qui, après la Seconde Guerre mondiale, se consacre à l’éducation en France et en Afrique du Nord, puis en Europe et en Israël. Il fonde à Paris le mouvement d’élèves des grandes écoles et d’étudiants d’université "Thora Vetzion" avec lequel il crée de nouvelles communautés pour les rapatriés juifs d’Afrique du Nord. Il fondera plus tard à Jérusalem le mouvement de jeunesse "Tzedek Thora Betzion" pour les enfants défavorisés en Israël. Il travaille pour les populations vulnérables en Israël, les immigrants juifs et les enfants issus de familles défavorisées.

## Biographie
Né le 29 janvier 1920 à Tarłów, Galicie, Pologne, au sein d’une communauté hassidique, il est l’aîné de cinq enfants. Poussés par les difficultés économiques, ses parents Chil et Rosa émigrent en France en 1925 et s’installent à Metz, où ils demeurent jusqu’à la guerre.
À l’âge de 15 ans, Paul Roitman fonde avec quelques amis le groupe du « Brith Hanoar » de Metz et, au cours de l’été 1937, il dirige avec Moché Scheinbach, chef du groupe de Strasbourg, son premier camp d’été.
En 1938, Paul commence à Nancy des études de médecine qu’il devra interrompre trois ans plus tard, les étudiants d’origine juive ne pouvant pas, selon la législation antisémite du gouvernement de Vichy, continuer leurs études universitaires. 
En 1940, à Toulouse où il est réfugié, il monte un cercle d’études, où seront recrutés les principaux cadres de l’Armée juive et de l’Organisation juive de Combat. Il recevra, à la fin de la Seconde Guerre mondiale, la carte d’ancien combattant et la croix du combattant volontaire de la Résistance, et sera fait officier de la Légion d’Honneur au titre de la Résistance. 
En décembre 1942, il est arrêté par les Allemands au cours d’une mission et interné au Fort du Hâ près de Bordeaux, puis transféré au camp d’internement français de Mérignac. Il est ensuite libéré par miracle (la veille de Pourim) sur une intervention extraordinaire de son jeune frère, Léon Roitman, l’un des héros de la Résistance juive. Il recevra le titre officiel d’interné résistant.
En janvier 1945, il épouse Léa Schleider, une assistante sociale qui a travaillé à ses côtés dans la Résistance. Le couple s’installe à Paris.
Renonçant à reprendre ses études de médecine, Paul Roitman décide de vouer sa vie au peuple juif. Il entre au Séminaire Israélite de France dans l’intention d’œuvrer pour la jeunesse avec le titre d’aumônier.
À la fin de cette année, Léa donne naissance à un fils, Julien, l’aîné de trois enfants. 
Fin 1947, Roitman refuse le poste de rabbin de communauté qui lui est proposé et quitte le rabbinat officiel pour se consacrer à l’éducation.  
En 1947-48, depuis la France, il favorise l’immigration clandestine en Palestine mandataire. Il est décoré, pour ses actions, par le gouvernement de l’État juif, du titre israélien suivant : « ot halo’hem banatzim» (« Aleh »).
À compter d’octobre 1948, il dirige le Bnei Akiva de France.

### Les années soixante
De 1950 à 1970, il est directeur pour l’Europe et l’Afrique du Nord de la section religieuse du Département de la jeunesse à l’Agence juive.
Il devient « rabbin itinérant », parcourt le continent pour établir des structures et renforcer les communautés. 
Avec l’arrivée des premiers juifs réfugiés d’Algérie en 1958, il lance seul une vaste opération de secours et de regroupement des « rapatriés » arrachés à leurs communautés d’origine. À cet effet, il mobilise plusieurs centaines de jeunes intellectuels juifs qu’il envoie « prospecter » chaque dimanche dans les banlieues. Le mouvement « Thora Vetzion » retrouve ainsi de nombreux coreligionnaires et réinsère dans la vie juive française près de 100 000 juifs déracinés. 
En 1965, Paul Roitman crée, à la fois pour la province et la banlieue parisienne, un mouvement de jeunesse indépendant : « Tikvaténou ». 
De 1965 à 1967, il organise, pour les dirigeants de la communauté juive, parmi lesquels on compte Alain de Rothschild, Jean-Paul Elkann et Raymond Leven, un cours régulier d’études juives.

### En Israël
En 1970, Paul Roitman émigre en Israël avec sa femme et ses deux plus jeunes filles, Betty et Eliane. Il travaille au siège mondial du Mizrahi.
Un an plus tard, il est nommé délégué à Jérusalem des Consistoires : Consistoire central et Consistoire de Paris.
Il fonde avec quelques étudiants bénévoles l’équivalent israélien de « Thora Vetzion », mouvement éducatif et social à caractère sioniste et religieux, centré sur la jeunesse des quartiers défavorisés. Le travail commence dans le quartier de "Shmuel Hanavi", à Jérusalem où est né le mouvement des Panthères noires.
En 1971, il travaille à l’édification, avec l’aide du baron Alain de Rothschild, de la synagogue Peer Yerushalayim à la Moshava Haguermanit. 
Durant trois ans, sous l’égide de l’épouse du Grand-rabbin de France, Fanny Kaplan, qui s’occupe du financement du projet, il est chargé de la création de trois centres Fanny Kaplan à vocation éducative, religieuse et communautaire. Ces centres s’ouvrent respectivement à Jérusalem (1973), Haïfa (1977) et Beersheba (1979) et abritent les activités du mouvement "Thora Betzion". Paul Roitman en supervise le fonctionnement.
En 1974, il participe à la création de Mayanot, école de cadres dirigée par Léon Ashkenazi (Manitou). Il y assure durant plusieurs années les cours de pédagogie.
En 1982, s’ouvre à Baka (Jérusalem) le centre de troisième âge Beith Frankforter, dont il surveille la construction. 
De 1985 à 1989, il est le président de l’Association Frankforter d’aide aux personnes âgées ("Agoudat Ezra Lakachich al chem Zekharaia ve Léah Frankforter"). 
En 1985, il fonde le mouvement de jeunesse Tzedek, la branche cadette de Thora Betzion, qui accueille au cours des années plus de 20 000 enfants, incluant des émigrants éthiopiens et russes.
Paul Roitman meurt à 87 ans, le 21 août 2007 (7 Elul 5767) à Jérusalem.
En 2016 est inaugurée à Jérusalem, près du théâtre de Jérusalem, la place Paul Roitman.

## Honneurs
- Officier de la Légion d'honneur au titre de la Résistance, 1987.
- Médaille de l'internement pour faits de Résistance

- Médaille d’argent de la Ville de Paris, 1969.
- Lauréat du prix de Jérusalem de l’Agence juive, 1985.
- Élu citoyen d’honneur de la ville de Jérusalem, 1999
- Élevé par le Consistoire de Paris au titre de Grand-rabbin, 2003.
- Création d’un Prix Paul Roitman, décerné chaque année à un militant communautaire, 2005.

## Publications
- Paul Roitman, Le problème du Sanhédrin, d’après le Rav Maïmon, Paris, Biblieurope, 2009, 55 p.
- Prières des Yamim Noraïm, Chants et prières, morceaux choisis, par le rabbin Roitman, enregistrement sonore produit sur CD en 2011.